# Rostislav Valušek
Rostislav Valušek (* 18. června 1946 Olomouc) je český básník, grafik, samizdatový vydavatel, disident, farář Církve československé husitské.

## Životopis
Narodil se v Olomouci v rodině živnostníka Agustina Valuška, který po únorovém puči musel nastoupit do výroby. Matka Emílie Valušková, roz. Konečná, byla ženou v domácnosti. Jeho život ovlivnila osobnost babičky, která byla praktikující členkou Církve československé husitské.
Vyučil se zámečníkem, potom při zaměstnání vystudoval gymnázium. Začátkem roku 1969 odešel do emigrace do Spolkové republiky Německo, po šesti měsících se vrátil zpět. V letech 1969–1974 studoval na Husově bohoslovecké fakultě v Praze. Diplom obdržel až v roce 1991. V roce 1975 byl vysvěcen na kněze Československé církve husitské. Po vysvěcení dostal státní souhlas k výkonu kněžské služby jen na velmi krátký čas v pražské diecézi na vesnické faře v Lužné. Po několika dnech mu byl zase odebrán. Vykonával různá podřadná zaměstnání. Pracoval jako topič, skladník, kulisák, atd.
Od roku 1973 spolupracoval také s Petrem Mikešem na fungování samizdatové edice Texty přátel jakožto editor, knihvazač, grafik (do roku 1989 tato edice vydala 280 titulů). V roce 1984 vydával svůj vlastní literární a výtvarný sborník Enato. Dále se podílel na fungování edice Morava a chodu časopisu Box Jiřího Kuběny. Z popudu Jiřího Kuběny se od roku 1974 podílel také na pořádání literárních večerů Šlépěje v okně. Veškerá jeho činnost v samizdatu podnítila zájem StB o jeho osobu. Ke spolupráci se jí nepropůjčil, proto byl spolu s dalšími šesti osobami obviněn z hanobení republiky a s podmíněným trestem propuštěn.
V roce 1990 mohl začít působit jako kněz husitské církve. Své povolání vykonává dodnes – působí jako kněz v Olomouci a několika obcích v okolí. Počátkem 90. let začal spolupracovat s nakladatelství Votobia a posléze i Vetus Via. Jeho sestra Milena Valušková (* 1947) je uměleckou fotografkou. Rostislav Valušek má manželku Marcelu, syna Jana Valuška (* 1984) a dceru Annu.

## Dílo
Rostislav Valušek je především básníkem, ale samizdatově zveřejnil i některé své další prozaické, literárně-kritické práce. Jeho absolventská práce při jáhenském svěcení se nazývala František Bílek a jeho styl jako gesto k vyjádření života. Další práce – při kněžském svěcení – Dva zdroje vědomí smrti v díle Jakuba Demla. K jeho dalším prozaickým a literárně-kritickým počinům patří tituly, jež vyšly v samizdatu mezi lety 1972–1982.
Valušek jakožto básník patří do spirituálního proudu české literatury. V jeho básních se často objevují biblické motivy i motivy z antické mytologie. Valuškův básnický styl bývá přirovnáván k pozdějším básním Bohuslava Reynka nebo i Vladimíra Holana.

### Básnická tvorba

#### Samizdat
- S tou slovní veteší (1973)
- Sedm stránek téměř milostných (1973)
- Slova, Srdce, Pospolu (1974)
- Milostivé léto (1975, 1996 Votobia)
- Únik (1976)
- Řádky (1981)
- Ne marně úzko je, když slitovné je Slovo (bez datace)
- Odjinud (bez datace)
- Ne od sebe teď k sobě sám (bez datace)
- Jeskyně vánoční (bez datace)
- Ponížen, Srdce, Boj (bez datace)
- Ztotožňování (1983)
- Logopády (1984)

#### Oficiální
- Milostivé léto (1975 v samizdatu, 1996 Votobia)
- Léthé ve snu (2004 Votobia)
- Duše s vytrhanou podlahou (2006 Votobia)

### Literárně-kritické práce
- O poezii
- O soupodstatnost slov
- Pár slov k dílu J. Demla

### Prozaické texty
- Úvaha nad podobenstvím o ztraceném synovi
- Kázání na téma Evangelium sv. Lukáše

### Ročenky
- Takto
- Tam

### Příspěvky ve sbornících a antologiích
- Krajiny milosti. Antologie české duchovní lyriky 20. století (1994)
- Hosté na Svatbě Nebes a Země (1996)
- Kristus prostřed nás (2001
- Vertikální nostalgie (2002)
- Z paměti literární Olomouce I, II (2004, 2006)
- Marie Panno, matko Slova (2005)
- Pocta Kuběnovi (2006)
- Olomouc v české literatuře (2007)

## Ocenění
V červnu 2013 obdržel Cenu města Olomouce za rok 2012 v oblasti literatura.